# تمينان
تمينان هي قرية في مقاطعة نائين، إيران. يقدر عدد سكانها بـ 87 نسمة بحسب إحصاء 2016.